# Prix Génie de la meilleure actrice
Le prix Génie de la meilleure actrice (Genie Award for Best Performance by an Actress in a Leading Role) est décerné depuis 1980 par l'Académie canadienne du cinéma et de la télévision pour récompenser la meilleure actrice dans un rôle principal dans un film canadien de l'année.

## Palmarès
Note : le vainqueur de chaque année est indiqué en premier et en gras, les autres nommés sont indiqués en dessous.

### Années 1980
- 1980 : Kate Lynch pour son rôle dans Arrête de ramer, t'es sur le sable (Meatballs)
  - Louise Portal pour son rôle dans Cordélia
  - Louise Marleau pour son rôle dans Heartbreak
  - Micheline Lanctôt pour son rôle dans A Scream of Silence
  - Claire Pimparé pour son rôle dans Yesterday (Gabrielle)

- 1981 : Marie Tifo pour son rôle dans Les Bons Débarras
  - Geneviève Bujold pour son rôle dans Final Assignment
  - Charlotte Laurier pour son rôle dans Les Bons Débarras
  - Andrée Pelletier pour son rôle dans L'homme à tout faire
  - Jennifer Dale, pour son rôle dans Suzanne

- 1982 : Margot Kidder pour son rôle dans Heartaches
  - Kim Cattrall pour son rôle dans Ticket to Heaven
  - Ronalda Jones pour son rôle dans Alligator Shoes
  - Monique Spaziani pour son rôle dans Les Beaux Souvenirs

- 1983 : Rae Dawn Chong pour son rôle dans La Guerre du feu
  - Sara Botsford pour son rôle dans By Design
  - Hélène Loiselle pour son rôle dans Doux Aveux
  - Monique Mercure pour son rôle dans La Quarantaine
  - Andrée Pelletier pour son rôle dans Latitude 55°

- 1984 : Martha Henry pour son rôle dans The Wars
  - Carole Laure pour son rôle dans Maria Chapdelaine
  - Barbara March pour son rôle dans Deserters
  - Marie Tifo pour son rôle dans Lucien Brouillard
  - Marie Tifo pour son rôle dans Rien qu'un jeu

- 1985 : Louise Marleau pour son rôle dans La Femme de l'hôtel
  - Pascale Bussières pour son rôle dans Sonatine
  - Linda Griffiths pour son rôle dans Reno and the Doc
  - Isabelle Mejias pour son rôle dans Jet Lag
  - Andrée Pelletier pour son rôle dans Walls
  - Sonja Smits pour son rôle dans  That's My Baby!

- 1986 : Margaret Langrick pour son rôle dans Mon cousin américain
  - Charlotte Laurier pour son rôle dans  La Dame en couleurs
  - Christine Pak pour son rôle dans 90 Days
  - Monique Spaziani pour son rôle dans Le Matou
  - Mary Steenburgen pour son rôle dans Un drôle de Noël

- 1987 : Martha Henry pour son rôle dans Dancing in the Dark
  - Dorothée Berryman pour son rôle dans Le Déclin de l'empire américain
  - Jackie Burroughs pour son rôle dans John and the Missus
  - Tantoo Cardinal pour son rôle dans Loyalties
  - Helen Shaver pour son rôle dans Lost!
  - Marie Tifo pour son rôle dans Pouvoir intime

- 1988 : Sheila McCarthy pour son rôle dans I've Heard the Mermaids Singing
  - Frédérique Collin pour son rôle dans Marie s'en va-t-en ville
  - Jacinta Cormier pour son rôle dans Life Classes
  - Kate Lynch pour son rôle dans Taking Care
  - Gabrielle Rose pour son rôle dans Family Viewing

- 1989 : Jackie Burroughs pour son rôle dans A Winter Tan
  - Kerrie Keane pour son rôle dans Hitting Home
  - Josette Simon pour son rôle dans Milk and Honey
  - Monique Spaziani pour son rôle dans Les Portes tournantes

### Années 1990
- 1990 : Rebecca Jenkins pour son rôle dans Bye Bye Blues
  - Colleen Dewhurst pour son rôle dans Termini Station
  - Megan Follows pour son rôle dans Termini Station
  - Margaret Langrick pour son rôle dans Cold Comfort
  - Gabrielle Rose pour son rôle dans Speaking Parts
  - Catherine Wilkening pour son rôle dans Jésus de Montréal

- 1991 : Pascale Montpetit pour son rôle dans H
  - Alice Diabo pour son rôle dans The Company of Strangers
  - Cissy Meddings pour son rôle dans The Company of Strangers
  - Kate Nelligan pour son rôle dans White Room
  - Nina Petronzio pour son rôle dans Vincent et moi

- 1992 : Janet Wright pour son rôle dans Bordertown Café
  - Viveca Lindfors pour son rôle dans North of Pittsburgh
  - Enrica Maria Modugno pour son rôle dans La Sarrasine
  - Janet-Laine Green pour son rôle dans The Shower
  - Valerie Pearson pour son rôle dans Solitaire

- 1993 : Sheila McCarthy pour son rôle dans The Lotus Eaters
  - Élise Guilbault pour son rôle dans Cap Tourmente
  - Andrée Lachapelle pour son rôle dans Cap Tourmente
  - Pauline Lapointe pour son rôle dans La Florida
  - Aloka McLean pour son rôle dans The Lotus Eaters

- 1994 : Sandra Oh pour son rôle dans Double Happiness
  - Nancy Beatty pour son rôle dans Henry & Verlin
  - Geneviève Bujold pour son rôle dans Mon amie Max
  - Valérie Kaprisky pour son rôle dans  Mouvements du désir
  - Marie Tifo pour son rôle dans Les Pots cassés

- 1996 (janvier) : Helena Bonham Carter pour son rôle dans Margaret's Museum
  - Pascale Bussières pour son rôle dans Eldorado
  - Pascale Montpetit pour son rôle dans Eldorado
  - Isabel Richer pour son rôle dans Eldorado
  - Pascale Bussières pour son rôle dans When Night Is Falling

- 1996 (novembre) : Martha Henry pour son rôle dans Le Long Voyage vers la nuit (Long Day's Journey into Night)
  - Helene Clarkson pour son rôle dans Blood & Donuts
  - Marie Brassard pour son rôle dans Le Polygraphe
  - Louise Portal pour son rôle dans Sous-sol
  - Brenda Fricker pour son rôle dans Swann

- 1997 : Molly Parker pour son rôle dans Kissed
  - Isabelle Cyr pour son rôle dans Karmina
  - Alberta Watson pour son rôle dans  Shoemaker
  - Sarah Polley pour son rôle dans De beaux lendemains (The Sweet Hereafter)
  - Gabrielle Rose pour son rôle dans De beaux lendemains (The Sweet Hereafter)

- 1999 : Sandra Oh pour son rôle dans Last Night
  - Ginette Reno pour son rôle dans C't'à ton tour, Laura Cadieux
  - Pierrette Robitaille pour son rôle dans C't'à ton tour, Laura Cadieux
  - Pascale Montpetit pour son rôle dans Le Cœur au poing
  - Anne-Marie Cadieux pour son rôle dans Nô

### Années 2000
- 2000 : Sylvie Moreau pour son rôle dans Post Mortem
  - Elaine Cassidy pour son rôle dans Le Voyage de Félicia (Felicia's Journey)
  - Jennifer Ehle pour son rôle dans Sunshine
  - Rosemary Harris pour son rôle dans Sunshine
  - Mary-Louise Parker pour son rôle dans Les Cinq Sens (The Five Senses)

- 2001 : Marie-Josée Croze pour son rôle dans Maelström
  - Kim Hunter pour son rôle dans Here's to Life!
  - Ginette Reno pour son rôle dans Laura Cadieux... la suite
  - Pierrette Robitaille pour son rôle dans Laura Cadieux... la suite
  - Tilda Swinton pour son rôle dans Possible Worlds

- 2002 : Élise Guilbault pour son rôle dans La Femme qui boit
  - Katja Riemann pour son rôle dans Desire
  - Jillian Fargey pour son rôle dans Protection
  - Sarah Polley pour son rôle dans The Law of Enclosures
  - Anna Friel pour son rôle dans The War Bride

- 2003 : Arsinée Khanjian pour son rôle dans Ararat
  - Deborah Kara Unger pour son rôle dans Between Strangers
  - Molly Parker pour son rôle dans Men with Brooms
  - Polly Walker pour son rôle dans Moïse : L'Affaire Roch Thériault (Savage Messiah)
  - Isabelle Blais pour son rôle dans Moïse : L'Affaire Roch Thériault (Savage Messiah)

- 2004 : Sarah Polley pour son rôle dans Ma vie sans moi
  - Micheline Lanctôt pour son rôle dans Comment ma mère accoucha de moi durant sa ménopause
  - Molly Parker pour son rôle dans Marion Bridge
  - Rebecca Jenkins pour son rôle dans Marion Bridge
  - Karine Vanasse pour son rôle dans Séraphin : Un homme et son péché

- 2005 : Pascale Bussières pour son rôle dans Ma vie en cinémascope
  - Isabelle Blais pour son rôle dans Les Aimants
  - Emily Hampshire pour son rôle dans Blood
  - Jacinthe Laguë pour son rôle dans Elles étaient cinq
  - Céline Bonnier pour son rôle dans Monica la mitraille

- 2006 : Seema Biswas pour son rôle dans Water (????)
  - Gina Chiarelli pour son rôle dans See Grace Fly
  - Macha Grenon pour son rôle dans Familia
  - Arsinée Khanjian pour son rôle dans Sabah
  - Sylvie Moreau pour son rôle dans Familia

- 2007 : Julie Le Breton pour son rôle dans Maurice Richard
  - Jodelle Ferland pour son rôle dans Tideland
  - Fatou N'Diaye pour son rôle dans Un dimanche à Kigali (A Sunday in Kigali)
  - Ginette Reno pour son rôle dans Le Secret de ma mère
  - Sigourney Weaver pour son rôle dans Snow Cake

- 2008 : Julie Christie pour son rôle dans Loin d'elle (Away from Her)
  - Anne-Marie Cadieux pour son rôle dans Toi
  - Elliot Page Who Loves the Sun
  - Béatrice Picard pour son rôle dans Ma tante Aline

- 2009 : Ellen Burstyn pour son rôle dans The Stone Angel
  - Isabelle Blais pour son rôle dans Borderline
  - Marianne Fortier pour son rôle dans Maman est chez le coiffeur
  - Susan Sarandon pour son rôle dans Emotional Arithmetic
  - Preity Zinta pour son rôle dans Heaven on earth

### Années 2010
- 2010 : Karine Vanasse pour son rôle dans  Polytechnique
  - Carinne Leduc pour son rôle dans Three Seasons
  - Madeline Piujuq Ivalu pour son rôle dans Le Jour avant le lendemain (Before Tomorrow)
  - Gabrielle Rose pour son rôle dans Mothers & Daughters
  - Karen LeBlanc pour son rôle dans Nurse.Fighter.Boy

- 2011 : Lubna Azabal pour son rôle dans Incendies
  - Tatiana Maslany pour son rôle dans Grown Up Movie Star
  - Molly Parker pour son rôle dans Trigger
  - Rosamund Pike pour son rôle dans Le Monde de Barney (Barney's Version)
  - Tracy Wright pour son rôle dans Trigger

- 2012 : Vanessa Paradis pour son rôle dans Café de Flore
  - Catherine De Léan pour son rôle dans Nuit #1
  - Pascale Montpetit pour son rôle dans The Girl in the White Coat
  - Rachel Weisz pour son rôle dans Seule contre tous (The Whistleblower)
  - Michelle Williams pour son rôle dans Take This Waltz